# Георги Ганев (музикант)
Вижте пояснителната страница за други личности с името Георги Ганев.
Георги Василев Ганев е български музикант – композитор, аранжор, диригент, алт саксофонист, кларинетист, един от създателите на Биг бенда на Българското национално радио и директор на Международния фестивал „Златният Орфей“ в периода 1974 – 1979 г.

## Биография
Георги Ганев е роден на 23 април 1927 г. в Станимака. Той е един от значимите музиканти, работили в областта на джаз и поп музиката в България. Дядо му е крупният станимашки фабрикант Димитър Ганев (Ганеолу) – собственик на една от най-големите спиртни фабрики в България, основана непосредствено след Освобождението на България през 1885 г. в Станимака. Любовта си към музикалното изкуство Георги Ганев наследява от баща си Васил Ганев, който паралелно със задълженията си във фабриката на баща си, се занимава професионално и с музика, като цигулар, пианист, аранжор и композитор. Васил Ганев получава образованието си във Виена и преподава музика във френския колеж „Свети Августин“ в град Пловдив. Там е и диригент на колежанския оркестър. В този оркестър свирят и тримата му сина – Янко Ганев (актьор), Димитър Ганев (кларинетист, алтсаксофонист, диригент) и самият Георги Ганев. Майката на Георги Ганев, Мария Ганева, е учителка по български език.
Георги Ганев е възпитаник на френския колеж „Свети Августин“ в Пловдив, а по-късно завършва право в Софийския университет и кларинет в Българската държавна консерватория. Още като ученик във френския колеж свири в духов оркестър. През 1950-те години е част от състава на оркестрите с диригент неговия брат Димитър Ганев: „Оркестърът на СГНС“, „Държавния естрадно – джазов оркестър“ (ДЕО), „Оркестърът към Сатиричния театър“ и т.н. Той е един от основателите, солист – водач на саксофоните и аранжор на Биг бенда на Българското национално радио (1960 – 1971). Има много аранжименти, авторски оркестрови пиеси и песни. От средата на 1950-те до края на 1960-те години Георги Ганев сформира собствен оркестър, наречен „Настроение и ритъм“, с който осъществява концертни турнета в страната и чужбина, звукозаписна дейност и участия в телевизионни програми. Солисти на този оркестър са редица български и чужди изпълнители. Знакови са концертните му турнета с популярния по това време дует „Нанос“ в България и концертите в „Дом на синдикатите“ в гр. Белград, бивша Югославия със солисти Мария Мицева, Красимира Минева, Нина Светославова, Данаил Николов, Сенка Петрович.
Заедно с Христо Вучков (диригент, композитор, аранжор) композира музиката към един от първите български мюзикъли „Имате ли двойник?“, чиято постановка е на Коста Цонев, а премиерата на спектакъла е в Летния театър в София, под акомпанимент на оркестъра на Георги Ганев. С композитора Емил Георгиев са съавтори на музиката към хумористичния спектакъл „Софиянци и ние“. В него участва и оркестърът на Георги Ганев. Дванайсетте аранжимента на песните, включени в дългосвирещата плоча на известния през 1960-те години дует „Нанос“ са негови. Съпроводът в тази плоча е на оркестъра на Георги Ганев.
През 1970 г. прави аранжименти на оркестрови пиеси за оркестъра на големия кубински композитор и диригент Тони Таньо. В по-късни години Георги Ганев работи като главен художествен ръководител, главен диригент и ръководител на музикално-артистична дейност на тогавашния Комитет за отдих и туризъм от 1971 до 1974 г. От 1974 г. до 1979 г. е директор на международния фестивал „Златният Орфей“. Паралелно през 1970-те години е и преподавател по кларинет и оркестър в БДК. От 1980 г. до 1989 г. е административен секретар на Съюза на българските композитори.
Като изпълнител, творец и общественик Георги Ганев има принос за утвърждаването, развитието и популяризирането на българската музика в България и в чужбина. Като директор на Международния фестивал „Златният Орфей“ играе важна роля за налагането на много известни композитори и изпълнители. По негово време награди на фестивала получават певците Лили Иванова, Алла Пугачова (бившия СССР), Фара Мария (Куба), Панайот Панайотов, Стефка Оникян, Ани Върбанова, Росица Борджиева и мн. др. Премирани са и младите тогава композитори Стефан Димитров, Александър Бръзицов, Бисер Киров, Любомир Денев, Мария Ганева, Христо Ламбрев, Веселин Тодоров, Стефан Драгостинов и др.
Георги Ганев кани за почетни гости на фестивала „Златният Орфей“ Чучо Валдес и Антонио Сандовал, „Лос Иракерес“, Рафаел Сомавиля, Омара Портуондо, „Лос Таинос“ – всичките от Куба, Биг бенда на Западно берлинското радио с диригент Паул Кун, Ленинградския диксиленд, Биг бенда на Чехословашката телевизия, Алла Пугачова (СССР), „Иръпшън“, Рикардо Фоли (Италия), Карел Гот (Чехия), Албано (Италия), „Мънго Джери“ и Рей Дорсет (Великобритания), Ива Дзаники (Италия), Марчела Бела (Италия), Вокално-инструменталния състав с диригент Раймонд Паулс (СССР), „2 + 1“ (Полша), „Lokomotiv GT“ (Унгария), „Песняри“ (СССР) и мн. др.
През 2015 г. оригиналните записи на авторските му инструментални пиеси „Весело сърце“ (1966) и „Зимен ден“ (1969) са използвани като музика на късометражния филм „За какво служи хлябът“ на режисьора Николай Стоичков.
Като член на международни журита и гост на много престижни фестивали за популярна музика по света, Георги Ганев е съдействал да получат отличия редица български певци и композитори.
Георги Ганев има син – Георги Ганев, и дъщеря – проф. д. изк.  Мария Ганева – известен музикален педагог, композитор и пианист.

## Избрани оркестрови пиеси и песни на Ганев
- „Ела с мен“ – изп. EОБРТ /Естраден оркестър на Българското радио и телевизия/ (1960)
- „Весело и игриво“ – изп. EОБРТ (1963)
- „В танца те познах“ – изп. EОБРТ (1964)
- „Танц в 7“ – изп. EОБРТ (1966)
- „Весело сърце“ (1966)
- „Настроение и ритъм“ – изп. EОБРТ (1967)
- „Дует“ – изп. EОБРТ (1968)
- „Зелени очи“ – изп. EОБРТ (1968)
- „Един танц за теб“ – изп. EОБРТ (1968)
- „Зимен ден“ – изп. EОБРТ (1969)
- „Пет часа“ – изп. Мария Мицева (1969)
- „Пет часа“ – изп. Паша Христова (1970)
- „Танц под звездите“ – изп. Нина Светославова (1970)
- „Есенник“ – изп. EОБРТ (1972)
- „Нашият първи валс“ – изп. Христо Кидиков (1973)
- „Весел път“ – изп. EОБРТ (1973)
- „Обичам те“ – изп. дует „Ритон“ (1974)
- „Попътен вятър“ – изп. EОБРТ (1975)
- „Космос“ – изп. EОБРТ (1977)
- „С усмивка на лице“ – изп. EОБРТ (1982)